# Takács István (Szomszédok)
Takács István „Taki” a Szomszédok c. tévésorozat főszereplője. A Lantos utca 8. szám alatt lakik, a 2-es számú lakásban. A szereplőt Zenthe Ferenc játssza. Felesége Takács Lenke, unokája Niski Alma. Lányuk és vejük autóbalesetben meghalt, pont Alma esküvőjének napján, amikor hazaindultak az NDK-ból egyetlen gyermekük lakodalmára. 1960 vagy 1963 óta nem iszik kávét. 1957 óta felhagyott a dohányzással.

## Megjelenése
A sorozat elején a Magyar Rádiónál dolgozott sofőrként, később taxis lett. Először magántaxisként szállított utasokat, majd csatlakozott a Buda Taxihoz, utána a 6×6 Taxihoz. Egy piros színű Ladája van, amit Deziré révén Almáéktól kapott. Többször lelopták már róla a kereket, egyszer még egy halottat is elszállítottak vele, és reggel feltűnt neki, hogy máshol áll az autó, mint ahová este leparkolta. 
Taki bácsi aktív korában a Rádió kórusában énekelt, társadalmi munkában pedig bírósági ülnök is volt.
A ház lakóival mind jól kijött (kivéve talán Rozsomákot) , közülük a megboldogult Bőhm bácsi,Kutya, és Sümeghy voltak a legjobb barátai.  